# Bitka pri Portevent's Millu
Bitka pri Portevent's Millu  ali Bitka pri Porteventovem mlinu se je odvila med patriotsko milico in lojalistično milico blizu današnjega Garlanda v Severni Karolini v |okrožju Sampson]], 16. maja 1781 med ameriško vojno za neodvisnost
Patriotski izvidniki so prečesavali območje in odkrili lojalistične vojake pod poveljstvom stotnika Middletona Mobleyja, ki so taborili pri Porteventovem mlinu in mleli koruzo. Vrnili so se k svojemu poveljniku, polkovniku Jamesu Kenanu, in ga obvestili o svojem odkritju. Patrioti so izvedli presenetljiv napad na tabor lojalistov in po intenzivnih bojih so se lojalisti sčasoma umaknili v Črno močvirje.